# Oliver Höß
Oliver Höß (*  1973 in Reutlingen) ist ein deutscher Informatiker und Professor für Wirtschaftsinformatik an der Hochschule für Technik Stuttgart sowie Betreiber des IT- und Innovations-Blogs Innovative-Trends.de.

## Leben
Nach dem Abitur am Gymnasium Neckartenzlingen studierte  Höß Informatik an der Universität Stuttgart.
Anschließend war er von 1999 bis 2009 anfangs als wissenschaftlicher Mitarbeiter und später als Leiter des Marktstrategieteams Softwaretechnik am Institut für Arbeitswissenschaft und Technologiemanagement (IAT) der Universität Stuttgart sowie am Fraunhofer-Institut für Arbeitswirtschaft und Organisation in Stuttgart im Rahmen von Forschungs-, Entwicklungs- und Beratungsprojekten für Unternehmen und öffentliche Auftraggeber tätig.
Seit 2009 ist Oliver Höß Professor für Wirtschaftsinformatik an der Hochschule für Technik Stuttgart.
Seit 2013 betreibt er den IT- und Innovations-Blog Innovative-Trends.de.

## Arbeits- und Forschungsschwerpunkte
Die inhaltlichen Schwerpunkte von Oliver Höß in Lehre und Forschung sind die Bereiche Unternehmenssoftware, Geschäftsprozessmanagement und eCommerce. Höß leitet das Labor für Unternehmenssoftware der HFT Stuttgart.
Im Laufe seiner bisherigen beruflichen Tätigkeit war Höß in weiteren Gebieten tätig und ist Autor bzw. Mitautor von Veröffentlichungen.
Des Weiteren ist er als Referent und als Moderator tätig und unterstützt Startups als Mentor.

## Publikationen (Auswahl)
- O. Höß, J. Drawehn: Social BPM - Prozesse kollaborativ gestalten. In: J. Drawehn, O. Höß: Social BPM. Schwerpunktstudie im Rahmen des Marktüberblicks Business Process Management Tools 2014 des Fraunhofer IAO, 2014, S. 7–35.
- O. Höß, J. Falkner, A. Weisbecker: Mit Anschluss - Cloud-Plattformen zum Bereitstellen und Verwalten von Web-APIs. In: iX - Magazin für professionelle Informationstechnik. 6/2014, Heise Verlag, 2014, S. 64–71.
- O. Höß, S. Knauth, F. Pönisch, M. Zierold, T. Keiser, C. Schmitt: Nutzerzentrierte Konzeption und frameworkbasierte Entwicklung von gestengesteuerten Anwendungen im AAL-Umfeld. In: Proceedings Informatik 2013 - Informatik angepasst an Mensch, Organisation und Umwelt. (= Springer Lecture Notes in Informatics. 220). 2013, S. 116–118.
- O. Höß, J. Drawehn, A. Weisbecker: Ein Metamodell zur integrierten Darstellung von aktuellen Konzepten zur Industrialisierung der Softwareentwicklung. In: Tagungsband 7. Fachtagung Software-Management 2008. (= Lecture Notes in Informatics. 139). 2008, S. 181–190.
- O. Höß, H. Kett, J. Kokemüller, A. Weisbecker: mSaaS - Eine mobile Vertriebsplattform für Handelsvertreter. In: Objektspektrum. Nr. 5, 2008, S. 22–27.
- O. Höß, A. Weisbecker, D. Spath: Software as a Service - Potenziale, Risiken und Trends (2008). In: IM Fachzeitschrift für Information Management & Consulting. Nr. 4, 2008, S. 6–11.
- O. Höß, A. Weisbecker, T. Specht, J. Drawehn: Migration zu serviceorientierten Architekturen - Top-down oder bottom-up? In: K. Hildebrand (Hrsg.): IT-Integration & Migration. (= HMD Praxis der Wirtschaftsinformatik). Nr. 257. dpunkt Verlag, 2007, S. 39–46.